# 이규봉 (독립운동가)

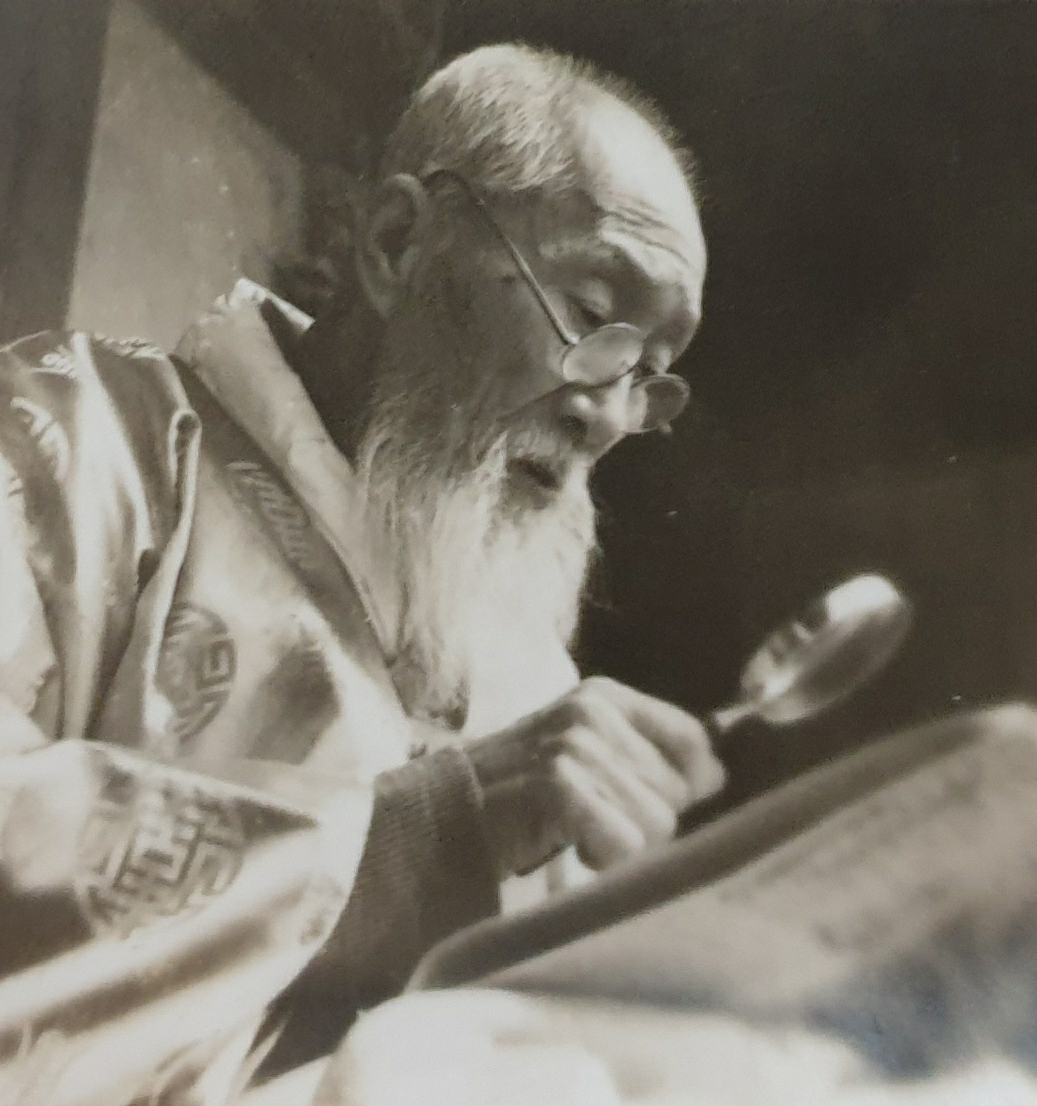
korean independence fighters

이규봉은 한말의 교육자이자 독립운동가로 3·1운동에 참여하였으며, 농촌계몽과 야학 등 교육에 힘썼다. 본관은 양성(陽城), 호는 목천(牧川), 자는 기남(沂南)이다.
경기도 가평군 설악면 위곡리에서 태어나 12~3세 무렵에 경서(經書)를 통달하여 재능이 널리 알려졌으나, 과거시험에 낙방한 뒤 관직에 나아가는 것을 포기하고 학문 연구에만 몰두하였다. 1895년 을미의병에 가담하여 의병장 이충응(李忠應)의 종사관으로 활동하였고, 1902년 이준(李儁)과 교유하면서 근대학문을 접한 뒤 고향에서 농촌계몽운동을 전개하였다. 1904년 진보회(進步會)와 일진회(一進會)에 가입하였다가 이듬해 을사늑약이 체결되자 일진회에서 탈퇴하였다.
1906년 김재영의 가정교사로 있으면서 주위의 자제들을 모아 교육사업을 전개하였으며, 이후 가릉보성학교(嘉陵普成學校) 한문교사로 재직하는 한편 야학을 개설하여 문맹을 퇴치하는 데 힘썼다. 1910년 수원농림학교에서 교원 강습을 받고 농사기술 보급과 경제림 육성에 앞장섰고, 1914년 교직을 사직한 뒤 양잠업에 종사하면서 서당을 운영하며 민족정신을 함양하는 데 힘썼다.
1919년 상경하였을 때 3·1운동을 보고 고향에 돌아와 동생 규붕(圭鵬), 장남 윤석(胤錫) 등과 함께 독립만세운동을 전개한 뒤 일제의 검거를 피하여 춘천에 은둔하면서 남종리 예배당을 중심으로 약 3년 동안 어린이들을 교육하였다. 1924년 귀향하여 목동강습소를 열고, 이듬해에는 여성들을 교육하는 여자상습소를 열었으며, 1927년 춘천의 우두상리(牛頭上里)로 이주한 뒤 과수원을 경영하면서 신품종 개량과 보급에 힘썼다. 광복 후에는 노인 친목단체인 구로회(九老會)를 조직하여 경로효친사상을 정착시키는 데 앞장섰다. 춘천시 동면 장학리에 묘가 있다.